# Indie na Mistrzostwach Świata w Lekkoatletyce 2022
Indie na Mistrzostwach Świata w Lekkoatletyce 2022 – reprezentacja Indii podczas mistrzostw świata w Eugene liczyła 17 zawodników występujących w 12 konkurencjach. Wywalczyła jeden srebrny medal.

## Medaliści
| Medal  | Zawodnik      | Konkurencja    | Rezultat |
| ------ | ------------- | -------------- | -------- |
| srebro | Neeraj Chopra | rzut oszczepem | 88,13    |

## Skład reprezentacji

### Mężczyźni
| Zawodnik                                                                | Konkurencja                   | Elimincje | Elimincje | Półfinał | Półfinał | Finał   | Finał   | Źródło      |
| Zawodnik                                                                | Konkurencja                   | Wynik     | Pozycja   | Wynik    | Pozycja  | Wynik   | Pozycja | Źródło      |
| ----------------------------------------------------------------------- | ----------------------------- | --------- | --------- | -------- | -------- | ------- | ------- | ----------- |
| Jabir Madari Palliyalil                                                 | bieg na 400 m przez płotki    | 50,76     | 31.       | NQ       | NQ       | NQ      | NQ      | [ 1 ]       |
| Avinash Sable                                                           | bieg na 3000 m z przeszkodami | 8:18,75   | 7. Q      | —        | —        | 8:31,75 | 11.     | [ 2 ] [ 3 ] |
| Sandeep Kumar                                                           | chód na 20 km                 | —         | —         | —        | —        | 1:31:58 | 40.     | [ 4 ]       |
| Muhammed Anas Muhammed Ajmal Variyathodi Naganathan Pandi Rajesh Ramesh | sztafeta 4 × 400 m            | 3:07,29   | 12.       | —        | —        | NQ      | NQ      | [ 5 ] [ 6 ] |

| Zawodnik                            | Konkurencja    | Kwalifikacje | Kwalifikacje | Finał | Finał   | Źródło        |
| Zawodnik                            | Konkurencja    | Wynik        | Pozycja      | Wynik | Pozycja | Źródło        |
| ----------------------------------- | -------------- | ------------ | ------------ | ----- | ------- | ------------- |
| Murali Sreeshankar                  | skok w dal     | 8,00         | 7. q         | 7,96  | 7.      | [ 7 ] [ 8 ]   |
| Jeswin Aldrin Johnson               | skok w dal     | 7,79         | 20.          | NQ    | NQ      | [ 7 ] [ 8 ]   |
| Muhammed Anees Yahiya               | skok w dal     | 7,73         | 23.          | NQ    | NQ      | [ 7 ] [ 8 ]   |
| Praveen Chithravel                  | trójskok       | 16,49        | 17.          | NQ    | NQ      | [ 9 ] [ 10 ]  |
| Abdulla Aboobacker Narangolintevida | trójskok       | 16,45        | 19.          | NQ    | NQ      | [ 9 ] [ 10 ]  |
| Eldhose Paul                        | trójskok       | 16,68        | 12. q        | 16,79 | 9.      | [ 9 ] [ 10 ]  |
| Tajinderpal Singh Toor              | pchnięcie kulą | NM           | –            | NQ    | NQ      | [ 11 ]        |
| Neeraj Chopra                       | rzut oszczepem | 88,39        | 2. Q         | 88,13 | srebro  | [ 12 ] [ 13 ] |
| Rohit Yadav                         | rzut oszczepem | 80,42        | 11. q        | 78,72 | 10.     | [ 12 ] [ 13 ] |

### Kobiety
| Zawodniczka      | Konkurencja                   | Elimincje | Elimincje | Półfinał | Półfinał | Finał   | Finał   | Źródło |
| Zawodniczka      | Konkurencja                   | Wynik     | Pozycja   | Wynik    | Pozycja  | Wynik   | Pozycja | Źródło |
| ---------------- | ----------------------------- | --------- | --------- | -------- | -------- | ------- | ------- | ------ |
| Parul Chaudhary  | bieg na 5000 m                | 15:54,03  | 31.       | —        | —        | NQ      | NQ      | [ 14 ] |
| Parul Chaudhary  | bieg na 3000 m z przeszkodami | 9:38,09   | 31.       | —        | —        | NQ      | NQ      | [ 15 ] |
| Priyanka Goswami | chód na 20 km                 | —         | —         | —        | —        | 1:39:42 | 34.     | [ 16 ] |

| Zawodniczka | Konkurencja    | Kwalifikacje | Kwalifikacje | Finał | Finał   | Źródło        |
| Zawodniczka | Konkurencja    | Wynik        | Pozycja      | Wynik | Pozycja | Źródło        |
| ----------- | -------------- | ------------ | ------------ | ----- | ------- | ------------- |
| Annu Rani   | rzut oszczepem | 59,60        | 8. q         | 61,12 | 7.      | [ 17 ] [ 18 ] |